# 希拉爾聖城體育會
希拉爾聖城體育會（阿拉伯语：‎），常稱「聖城新月」，因為音譯名「希拉爾」在阿拉伯語的意思即「新月」。是一支總部設在東耶路撒冷<聖城>的巴勒斯坦職業足球隊，成立於1972年，參加約旦河西岸超級聯賽。隊名中的هلال在阿拉伯語中意為「新月」。

## 歷史
俱樂部包括橄欖球、偵察、拳擊、柔道和空手道。俱樂部最近見證了一場重大的體育、社會和文化革命。參加了數十場比賽，並建立了三個重要的中心：文化藝術健身中心和足球學院。俱樂部還建立了巴勒斯坦最大的夏令營，擁有東耶路撒冷的第一家3D 影院和最大的聖童軍收藏。